# Schleppesse
Eine Schleppesse ist ein Schornstein, der im Winkel einer Dachschräge, also einer äußeren Ecke eines Gebäudes, eingebaut wird. 
Bei Schrägdächern wird häufig gefordert, dass der Schornsteinkopf bis über die Firsthöhe des Daches geführt wird. Wenn der Kamin nahe der Traufe durch die Dachhaut tritt, so müsste er freitragend so hoch aufgemauert werden, dass es schwierig wäre, die Standsicherheit sicherzustellen, ohne besondere Abstrebungen vorzusehen. Alternativ wurde früher häufig der Kamin der Dachschräge folgend oder in einem beliebigen anderen Winkel schräg nach oben zum Dachfirst hin gemauert. Dies wird auch als Verziehen oder Verschleppen des Schornsteins bezeichnet. 

## Vorteile
Der Schornsteinkopf wird in der Regel aus teureren Vormauersteinen oder Klinkern und mit einer größeren Wandstärke als der im Gebäude liegende Teil des Schornsteins gemauert. Durch das Verziehen kann der ansonsten sehr schwere und hohe Schornsteinkopf nun klein ausfallen. Dies spart Kosten und Gewicht. Zudem wird der obere Teil des Schornsteins so ohne besonderen Aufwand beim Durchtritt durch die Dachkonstruktion abgestützt, da der Schornsteinkopf die Dachhaut nur noch wenig überragt. Teilweise wurden auch zwei Kamine durch das Verschleppen zusammengeführt und enden in einen gemeinsamen Schornsteinkopf.

## Nachteile
Setzungen des Dachstuhls führen bei verzogenen Schornsteinen eher zur Rissbildung, insbesondere an den Knickstellen (den Knien), da das schräg stehende Mauerwerk mit seinem Gewicht teilweise auf der Dachkonstruktion lastet. Dadurch erhöht sich die Brandgefahr. Das Kehren des Kamins wird erschwert, da es für den Schornsteinfeger nicht einfach ist, die Kugel um die Knickstellen herum und durch die Schräge zu führen. An den Zwickeln und in der Schräge kann sich Ruß absetzen, der sich entzünden und zu einem Brand führen kann.

## Geschichte
Der Verhütung eines Feuerbrandes dienten die Anordnungen unter Pfalzgraf Karl IV. aus dem Jahr 1772 über das allabendliche Beseitigen von Spänen in den Werkstätten der Schreiner, Wagner und Bender, sowie das tägliche Löschen des Ofen- und Herdfeuers zur bestimmten Abendstunde. Nach gleichzeitigen Bauvorschriften durften keine Holzschornsteine mehr errichtet, keine hölzernen Schläuche mehr eingebaut werden, die den Rauch der Feuerstätte zum Kamin zu leiten hatten, wie es untersagt wurde, Ofenrohre zum Fenster hinauszuführen.